# Kobi Marimi
Kobi Marimi, född 8 oktober 1991, är en israelisk sångare och skådespelare som representerade sitt land i Eurovision Song Contest 2019 i Tel Aviv, Israel med låten "Home".